# Bittó Béla
Bittó Béla (Moson, 1865. október 12. – Budapest, Ferencváros, 1943. április 7.) vegyész, szabadalmi bírósági alelnök, műegyetemi rendkívüli tanár.

## Életútja
Bittó Lajos földbirtokos, gabonakereskedő és Petőczy Irma fiaként született. Tanulmányait Magyaróváron, Győrött és Bécsben végezte. 1889-től 1896-ig előbb a budapesti Vegykísérleti Állomás, ezután pedig 1892 decemberétől az Országos Magyar Chemiai Intézet vegyészeként dolgozott. 1894-ben műegyetemi magántanár, 1896-ban szabadalmi bíró, 1913-ban nyilvános rendkívüli tanár, 1918-tól miniszteri tanácsos, 1923-ban a szabadalmi hivatal alelnöke lett. 1923 és 1935 között a bíróság alelnöke, 1929 és 1934 között pedig a Mérnöki Tanács tagja volt. Szerves vegytannal és mezőgazdasági kémiai kérdésekkel foglalkozott. Halálát jobbcomb-törés, tüdőgyulladás és tüdővizenyő okozta. A nagylégi családi sírboltban nyugszik.